# Вера, Ноэлия
Ноэлия Вера Руис-Эррера (исп. Noelia Vera Ruiz-Herrera, род. 27 октября 1985, Кадис, Андалусия) — испанская журналистка, политический и государственный деятель. Член партии «Подемос». Член Конгресса депутатов с 13 января 2016 года. Государственный секретарь по вопросам равенства и противодействия гендерному насилию министерства равенства с 31 января 2020 года.

## Биография
Родилась 27 октября 1985 года.
Получила степень бакалавра журналистики в Мадридском университете Комплутенсе, затем степень магистра журналистики по программе агентства EFE и Университета имени Короля Хуана Карлоса (URJC).
В начале своей профессиональной карьеры сотрудничала с различными СМИ, такими как телеканалы CNN+ и Telemadrid, газета Diario de Cádiz. После получения степени магистра была редактором агентства EFE в Буэнос-Айресе.
С 2011 по 2013 год была контент-менеджером агентства Agora News, основала отделение в Боготе. Во время работы в Боготе была советником по коммуникациям в Институте искусств (Idartes) мэрии Боготы.
Сотрудничала с интернет-изданием elDiario.es, была одной из основателей Hemisferio Zero.
В 2014 году стала главным редактором и ведущей шоу La Tuerka.
В 2015 году возглавила партийный список в провинции Кадис в автономном сообществе Андалусия. По итогам парламентских выборов 20 декабря 2015 года избрана членом Конгресса депутатов. Переизбиралась на выборах 2016 года, выборах в апреле 2019 года и выборах в ноябре 2019 года. Член Комиссии по вопросам равноправия с 2 июля 2020 года.
14 января 2020 года назначена королевским указом государственным секретарём по вопросам равенства и противодействия гендерному насилию в министерстве равенства, которое возглавляет Ирене Монтеро, 31 января вступила в должность. Отвечает за обеспечение реального и эффективного равенства между женщинами и мужчинами и искоренение всех форм дискриминации.